# Rosto de Cão

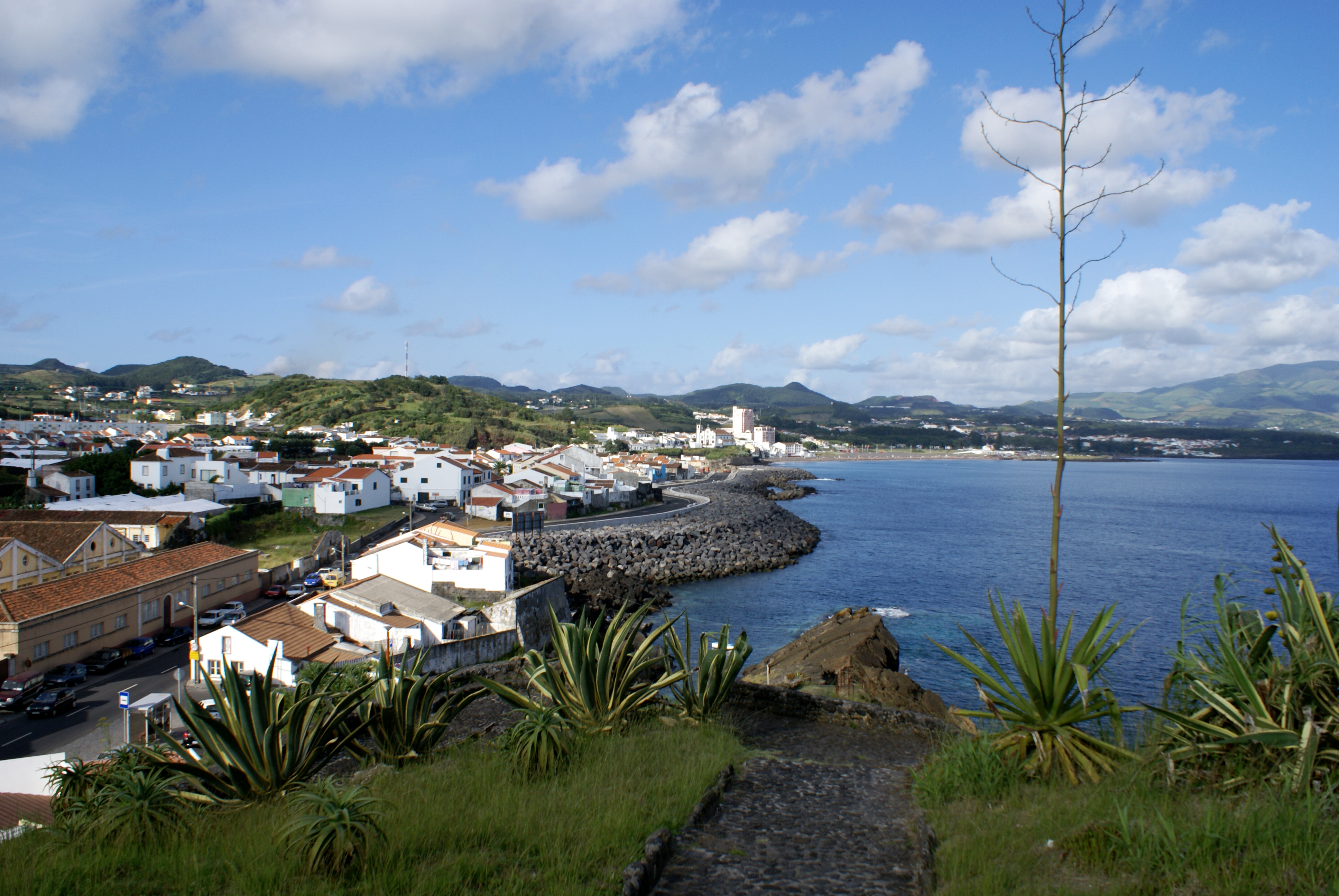
Miradouro do Ilhéu de São Roque.

Rosto de Cão é a designação dada ao troço da costa sul da ilha de São Miguel, Açores, situado nas imediações do Ilhéu de Rosto de Cão, cerca de 5 km a leste do centro da cidade de Ponta Delgada e prolongando-se para leste até ao limite do concelho da Lagoa.
O antigo lugar de Rosto de Cão deu origem às actuais freguesias de Livramento e de São Roque, que ainda mantém aquele nome na sua designação oficial que é, respectivamente, Rosto de Cão (Livramento) e Rosto de Cão (São Roque).
Na linguagem corrente nome é hoje apenas usado para designar Ilhéu de Rosto de Cão (que geograficamente falando até nem é um ilhéu, mas uma península) e por vezes a zona habitacional que lhe está mais próxima e deu nome ao Miradouro do Ilhéu de Rosto de Cão.